# سرحانیه سفلی
سرحانیه سفلی، روستایی از توابع بخش مرکزی شهرستان خرمشهر در استان خوزستان ایران است.

## جمعیت
این روستا در دهستان حومه‌غربی قرار دارد و براساس سرشماری مرکز آمار ایران در سال ۱۳۸۵، جمعیت آن ۱٬۱۹۱ نفر (۲۵۱خانوار) بوده‌است.